# Сан-Беллино
Сан-Беллино (итал. San Bellino) — коммуна в Италии, располагается в провинции Ровиго области Венеция.
Население составляет 1205 человек (2008 г.), плотность населения составляет 76 чел./км². Занимает площадь 16 км². Почтовый индекс — 45020. Телефонный код — 0425.
Покровителем коммуны почитается святой Беллино (San Bellino), празднование 26 ноября.

## Демография
Динамика населения:

## Администрация коммуны
- Официальный сайт: http://www.comune.sanbellino.ro.it/